# Моя Анфиса
«Моя Анфиса» — советский художественный фильм в жанре комедии, поставленный режиссёром Эдуардом Гавриловым по сценарию Сергея Бодрова на Центральной киностудии детских и юношеских фильмов им. М. Горького в 1979 году.
Свободное поведение героев фильма (вчерашних школьников), интимная жизнь которых откровенно показывается на экране, лишь иногда прячась за двусмысленными недомолвками и игривыми намёками, вызвано не провинциальной наивностью героини и не общей раскованностью нравов, а укоренившимся в сознании авторов фильма предрассудком о вседозволенности для комедийного жанра.

## Сюжет
Бригада маляров красила в Москве один из многоэтажных жилых домов. Бригадир — восемнадцатилетняя Анфиса — любила свою не совсем женскую профессию — маляр. Особенно нравилось ей работать на высоте — на лесах при покраске фасадов домов, когда открывается изумительный вид, близко небо и обдувает ветром. А ещё Анфисе понравился Николай — молодой человек, живущий в этом доме. Они увидели друг друга, когда Анфиса висела в строительной люльке за окном комнаты, в которой Николай готовился к вступительным экзаменам на философский факультет. Так же в окно её увидела и мать парня. Когда последняя попросила Анфису произвести ремонт в её квартире, девушка согласилась. Анфиса могла бы и отказаться, если бы не Николай. За те несколько дней, которые девушка делала ремонт, а парень с удовольствием ей помогал, они успели полюбить друг друга. Мать Николая, почувствовав это, решительно воспрепятствовала возникновению мезальянса. Но, как только родители молодого человека уехали в санаторий по горящей путёвке, главная героиня тут же пришла к нему в гости через окно, осталась ночевать, а на следующий день, по приглашению Николая, и вовсе переехала к нему жить.
Молодая пара старалась постоянно быть вместе. Их счастью не мешали ни разность взглядов на мир, ни несхожесть характеров слабого, безвольного, инфантильного Николая и энергичной, самостоятельной, решительной Анфисы. Лишь предстоявшие экзамены немного омрачали «медовый месяц». Но и с этим испытанием Николай разобрался по-своему: завалив первый экзамен, он тут же забрал документы из вуза. Этот первый в жизни самостоятельный взрослый поступок Николай, сам того не осознавая, совершил под влиянием Анфисы. Щедрая душой девушка не старалась перевоспитать парня, изменения от её присутствия шли как бы сами собой. Молодые приняли решение вступить в брак немедленно по приезде родителей Николая. Неприятными сюрпризами для возвратившихся родителей стали и уход их сына из института и непредвиденная женитьба. Конечно же, отыгрались они на Анфисе. Не проявив понимания, они вынудили девушку съехать. Нерешительный жених не осмелился выступить в защиту своей невесты. Оба тяжело переживали разлуку. Недобровольное расставание многому научило парня. Во многом изменившийся и возмужавший за время разлуки Николай, уходя в армию, зашёл к Анфисе узнать, простит ли она его и дождётся ли она его возвращения. Да, Анфиса прощает и обещает ждать.

## Съёмочная группа
- Сценарий: Сергея Бодрова
- Постановка: Эдуарда Гаврилова
- Главный оператор: Борис Середин
- Главный художник: Сергей Серебреников
- Композитор: Людмила Сухорукова
- Текст песен: Татьяны Калининой
- Песни исполняет: Татьяна Дасковская
- Звукооператор: Дмитрий Боголепов
- Режиссёр: Светлана Рималис
- Монтажёр: Янина Боголепова
- Редактор: С. Рубинштейн
- Художники:
  - по костюмам: Н. Атрохова
  - по гриму: Людмила Либина
  - живописец: Евгений Штапенко
  - фотограф: Энвер Шейдаев
- Операторы: И. Проскурин, Борис Датнов
- Мастер по свету: Н. Громов
- Цветоустановщик: Лия Рэдулеску
- Ассистенты режиссёра: А. Кезин, И. Пивоваров
- Ассистенты по монтажу: Надежда Прибыловская
- Государственный симфонический оркестр кинематографии СССР
  - дирижёр: Эмин Хачатурян
- Музыкальный редактор: Юлиан Грюнберг
- Директор картины: Яков Сапожников

## В ролях
| Актёр            | Роль              |
| ---------------- | ----------------- |
| Марина Левтова   | Анфиса            |
| Леонид Каюров    | Николай           |
| Юрий Каюров      | отец Николая      |
| Нина Меньшикова  | мать Николая      |
| Любовь Соколова  | Киселёва          |
| Николай Парфёнов | Чечин             |
| Алекандр Январёв | тренер            |
| Юрий Чернов      | Гунька            |
| Алексей Миронов  | Владимир Иванович |
| Марина Яковлева  |                   |
| Ольга Токарева   |                   |
| Глеб Плаксин     |                   |

## Песни в фильме
- «Горит рябиновая гроздь…» — музыка Людмилы Сухоруковой, слова Татьяны Калининой, исполняет Татьяна Дасковская.
- «Танго любви» («Зачем я говорю с тобою?») — музыка Людмилы Сухоруковой, слова Татьяны Калининой, исполняет Татьяна Дасковская.

## Техническое описание
Широкоэкранный фильм был снят в 1979 году на Центральной киностудии детских и юношеских фильмов им. М. Горького. Он состоит из восьми частей общей длиной 2004 метра. Фильму было выдано разрешительное удостоверение ВЭ 21.Vll.1980 г.

## Производство, описание прокат
Натурные съёмки для фильма проводились на улицах Москвы, о чём свидетельствуют кадры известных московских площадей, улиц, зданий и олимпийских новостроек. Павильонные съёмки проводились в 1979 году в здании студии имени Горького, расположенном по адресу улица Эйзенштейна, 8. По наблюдениям Лидии Ермолаевой, одновременно с павильонными съёмками «Моей Анфисы» в том же здании студии проходили павильонные съёмки фильмов «Денис Давыдов», «Юность Петра», «Возьми меня с собой», «Пираты XX века», «Океанавты», «Приключения Грачёва», «Сыщик», киножурнала «Ералаш», репетиции фильма «Петровка, 38».
Любовная история героев фильма разворачивается в благополучных квартирах, на больших и чистых улицах, открытых пространствах, на фоне красочных московских видов.
Фильм прокатывался в летнее время. По мнению Эдуарда Гаврилова, это время было выбрано правильно, поскольку «Моя Анфиса» является развлекательным фильмом.

## Критика
В интервью, данном параллельно с павильонными съёмками «Моей Анфисы», Эдуард Гаврилов рассказал, что ему интересно заниматься художественными исследованиями характеров современных подростков, возникающих в их жизни драматических ситуаций. Что его захватывают возможности не только узнать и раскрыть души юных современников, но и рассказать об этом миллионам зрителей с помощью средств киноискусства.
На страницах майского выпуска журнала «Советские профсоюзы» за 1980 год писали, что в лирической комедии «Моя Анфиса» будет рассказано о бригаде девушек, строящих в Москве олимпийские объекты, о советской молодёжи и её нравственном воспитании.
Елена Михайлова на страницах «Литературной газеты» писала, что завязка ленты «Моя Анфиса» является знакомой бытовой ситуацией, но истинному поэту по силам превратить в жемчужину любую банальность. Из нелогичности поведения активной матери, вдруг оставившей юного сына рядом с привлекательной красавицей накануне вступительных экзаменов в вуз, следует вывод Михайловой о том, что фильм является комедией. Ведь именно условности комедийного жанра позволяют отказываться от правдоподобности психологической мотивации действующих лиц ради неотложных сюжетных надобностей. Понадобилось освободить уютное гнёздышко для развития любовных отношений, и вот уже родители молодого человека неожиданно устремляются в санаторий по горящим путёвкам. С точки зрения Михайловой, стандартная для комедийного жанра счастливая сюжетная концовка вполне ожидаема для зрителя. Михайлова сочла, что весь юмор ленты выстроен её авторами на бестактностях в отношении к героям фильма. По мнению Михайловой, зритель, наблюдая двусмысленные недомолвки и игривые намёки, подглядывая через экран за интимной жизнью вчерашних школьников, ощущает себя так же, как и родители, обнаружившие своего сыночка в постели с девушкой. Михайлова решила, что фильм далёк от действительности, лишь внешне похож на реальную жизнь. Профессионализм авторов фильма, добавивших в визуальный ряд реально существующие элементы: улицы, площади, здания, возводящиеся олимпийские объекты, позволил создать привлекательную для зрителя достоверность. Актёры, чьи фамилии Михайлова сознательно не назвала, по её мнению, отработали на совесть. Проводя сравнение с другими новыми комедиями («Осенним Марафоном» и «Служебным романом»), открывшими для зрителя новые черты реальности без выхода за её рамки, Михайлова объясняет некую, по её выражению, экстравагантность поведения героев фильма укоренившимся в сознании авторов «Моей Анфисы» предрассудком о вседозволенности для комедийных лент. Михайлова отрицает возможность того, что такое поведение могло бы быть вызвано общей раскованностью тогдашних нравов или провинциальной наивностью приехавшей из Тамбова Анфисы.
В. Т. Лисовский на страницах своей книги «Любовь и нравственность» отмечал, что во время публичных лекций и в ходе диспутов молодёжь задавала, среди прочих волнующих её вопросов вокруг и около любви, вопрос о том, где нравственность в некоторых фильмах, включая ленту «Моя Анфиса», в которых девушки ложатся в постель чуть ли не в первый день знакомства, но при этом остаются любимыми.
Геннадий Сибирцев на страницах журнала «Спутник» отметил, что, в советском обществе, несмотря на ликвидацию сословий и, соответственно, становление понятия «мезальянс» анахронизмом, старые представления и каноны всё ещё были живы и иногда проявляли себя так, как в фильме «Моя Анфиса». Житейские драмы молодых пар нередко бывали вызваны слишком быстрым физическим развитием, за которым не поспевало духовное взросление. Такая драма почти произошла и с героями фильма Колей и Анфисой, но, как счёл Сибирцев, они всё же обрели любовь, сумев избавиться от инфантилизма. По мнению Сибирцева, лента «Моя Анфиса» рассказывает о той самой первой любви, которой посвящено множество объёмных фолиантов и о которой спето множество светлых гимнов. О той первой любви, которая «Как весеннее половодье, врывается … в юные сердца, солнцем наполняет жизнь, делает её прекраснее и светлее». О том, что первая любовь хрупка и беззащитна, а потому окружающие люди должны быть к ней особенно бережны. О том, что первая любовь является тем самым высоким чувством, которое, пожалуй, более других способно воспитать такие человеческие качества, как воля, мужество и самостоятельность.
Б. Андреев в своей статье о Марине Левтовой в сборнике «Экран, 1987» писал, что роль Анфисы стала для актрисы серьёзной удачей. Несмотря на то, что жанром ленты была музыкально-лирическая комедия, Левтова так воплотила образ, что зрители приходили к многозначительным, весьма серьёзным выводам. Анфиса Левтовой — самоотверженная и искренняя, правдивая и доверчивая, обладает сильным цельным характером. Несмотря на то, что она переживает настоящую трагедию, вызванную малодушием её возлюбленного, видно, что она своим горем не сломлена.
Журналист, постоянный корреспондент газеты «Советская культура» В. С. Иванова в своей книге «В жизни и в кино: Из блокнота журналиста» назвала фильм «Моя Анфиса» симпатичным, а также нашла сходство (по юной скоропалительной любви и неопределённому лиричному финалу) с лентой «Школьный вальс». По мнению Ивановой, причиной того, что в концовках этих фильмов, также как в «Смятении чувств» и многих других, отсутствует определённость, явилось старание их авторов придерживаться модного тогда максимального самоустранения.
Член Союза кинематографистов России, профессор А. В. Фёдоров на страницах журнала «Встреча» Министерства культуры Российской Федерации отмечал, что в ленте «Моя Анфиса», как и в других молодёжных фильмах конца 70-х — начала 80-х годов, отсутствовали даже попытки приблизиться по аналитичности к снятой Марком Осепьяном драме «Три дня Виктора Чернышёва». Он же в своей книге о практическом опыте организации молодёжного киноклуба «Трудно быть молодым: кино и школа» рассказал о том, что школьники и студенты никогда не относили «Мою Анфису» к числу любимых лент, а также заметил, что экранный Николай лишён каких-либо интересов, в основном многозначительно молчит, произнося лишь отдельные банальные реплики, и на прыжки с парашютом и службу в десанте решился лишь под влиянием своей невесты-маляра, являвшейся передовиком производства.
Галина Михалёва, приводя на страницах журнала «European Researcher. Series A» результаты герменевтического анализа советских игровых фильмов эпохи «застоя» (1969—1984) на студенческую тему, отметила, что в фильме «Моя Анфиса» содержатся исторические упоминания не только преимуществ и достижений эпохи так называемого «развитого социализма», а именно гарантированного трудоустройства, низкого уровня безработицы, возможностей карьерного роста, поощрений за отличную работу, например, премирования передовиков поездкой в «братские» прибалтийские республики, но и её недостатков, а именно избытка специалистов с высшим образованием при остром недостатке квалифицированных рабочих кадров с одновременным падением престижа высшего образования. Михалёва отнесла сюжет «Моей Анфисы» к типовому варианту, в котором студенты собираются вступить или вступают в зарегистрированные или незарегистрированные брачные отношения, эти отношения терпят крах, происходит разрыв, иногда болезненный, но авторы оставляют надежду на счастливое воссоединение в результате перевоспитания «отрицательного» персонажа. Герой фильма учился неохотно, поступление в вуз было мотивировано лишь нежеланием служить в армии. Главная героиня фильма реалистична, не рафинирована, она смела и в прыжках с парашютом и во вступлении в «гражданский» брак.

## Награды
В мае 1978 года на организованном Госкино СССР в преддверии 60-летия ВЛКСМ творческом конкурсе «Герои наших дней» на лучший сценарий художественного фильма С. Бодрову за сценарий фильма «Моя Анфиса» была присуждена третья премия.